# 奥马勒站
奥马勒站（Aumale）是布鲁塞尔地铁5号线的车站，位于比利时布鲁塞尔首都大区安德莱赫特。

## 名称
该站得名于上方的奥马勒街，其以被法国国王亨利四世流放至布鲁塞尔的奥马勒公爵查理一世命名。